# Demolition (musikalbum av Ryan Adams)
Demolition är Ryan Adams tredje soloalbum, utgivet 24 september 2002. Det består till stor del av överblivna låtar från de första två albumen, Heartbreaker och Gold. På skivan gästar bland annat Gillian Welch.

## Låtlista
1. "Nuclear" - 3:25
2. "Hallelujah" - 3:10
3. "You Will Always Be the Same" - 2:37
4. "Desire" - 3:41
5. "Cry on Demand" - 4:22
6. "Starting to Hurt" - 3:18
7. "She Wants to Play Hearts" - 4:01
8. "Tennessee Sucks" - 2:55
9. "Dear Chicago" - 2:13
10. "Gimme a Sign" - 3:03
11. "Tomorrow" - 4:23
12. "Chin Up, Cheer Up" - 2:59
13. "Jesus (Don't Touch My Baby)" - 5:09

## Listplaceringar
| Land           | Nummer |
| -------------- | ------ |
| Storbritannien | 22     |
| USA            | 28     |
| Frankrike      | 124    |
| Sverige        | 15     |
| Nya Zeeland    | 49     |